# Sauropus reticulatus
Sauropus reticulatus är en emblikaväxtart som beskrevs av X.L.Mo och Ping Tao Li. Sauropus reticulatus ingår i släktet Sauropus och familjen emblikaväxter. Inga underarter finns listade i Catalogue of Life.